# Uramya rubripes
Uramya rubripes är en tvåvingeart som först beskrevs av Aldrich 1921.  Uramya rubripes ingår i släktet Uramya och familjen parasitflugor.
Artens utbredningsområde är Texas. Inga underarter finns listade i Catalogue of Life.